# پاتریک انوکس
پاتریک انوکس (انگلیسی: Patrick Onnockx؛ زادهٔ ۱۵ ژوئیهٔ ۱۹۵۹) دوچرخه‌سوار اهل بلژیک است.